# Louis Auguste Florimond Ronger
Louis Auguste Florimond Ronger (z vzdevkom Hervé), francoski skladatelj, pevec, dirigent in libretist, * 30. junij 1825, Houdain, Francija, † 4. november 1892, Pariz, Francija.

## Življenje
Glasbo je študiral na Pariškem glasbenem konservatoriju, kjer je bil mdr. njegov profesor Daniel Auber. Sprva je deloval kot organist.
Po letu 1851 se je pridružil glasbenemu gledališču in velja za enega izmed utemeljiteljev pariške operete.
Pričel je skladati lahkotne operete (vodvile), napisal jih je več kot sto.
Danes je poznana edinole Mam'zelle Nitouche, krstno uprizorjena 26. januarja 1883 v Parizu.